# Wo Ding
Wo Ding (chiń. 沃丁), imię własne Xuan (绚) – władca Chin z dynastii Shang.
Starożytna chińska kronika Zapiski historyka autorstwa Sima Qian informuje, że wstąpił na tron po śmierci swojego ojca Tai Jia. Jego stolicą było miasto Bo (亳). Niewiele wiadomo o jego panowaniu.
Za jego rządów zmarł Yi Yin, potężny minister, który praktycznie współrządził państwem w czasach jego ojca. Wo Ding pogrzebał go z honorami. Nowym pierwszym ministrem został Qingshi (卿士).
Wo Ding rządził 19 lat (inne źródła podają, że 29). Po jego śmierci tron przejął jego brat Tai Geng.